# Bell Bottom Country
Bell Bottom Country — четвёртый студийный альбом американской кантри-певицы Лэйни Уилсон, изданный 28 октября 2022 года на лейбле BBR Music Group.
Альбом стал продолжением её третьего студийного альбома Sayin’ What I’m Thinkin’ (2021). Ему предшествовал сингл «Heart Like a Truck». В звуковом плане альбом сочетает в себе кантри с элементами рока 70-х, фанка и соула.
Альбом получил премию «Альбом года» на 58-й церемонии вручения наград Академии кантри-музыки, а также стал лучшим альбомом года на 57-й ежегодной церемонии вручения наград Ассоциации кантри-музыки.

## История
Альбом был анонсирован 16 августа 2022 года вместе с промо-синглом «Watermelon Moonshine».
В интервью Taste Of Country Уилсон объяснила название альбома: «Конечно, я люблю хорошие брюки-дудочки, но Bell Bottom Country для меня всегда был про изюминку и то, что делает кого-то уникальным. Я действительно приняла своё, и надеюсь, вы все сможете услышать это в этом проекте». О коротком промежутке времени между дебютным и вторым альбомами, выпущенными на крупном лейбле, Уилсон сказала: «За последние несколько лет я прожила довольно много жизни, и мне есть что сказать». Песня «Those Boots (Deddy’s Song)» — это дань уважения отцу Уилсон, который пережил чрезвычайную ситуацию, из-за которой ей пришлось отменить ряд концертов.

## Награды и номинации
Альбом Лейни Уилсон стал альбомом года на церемонии Academy of Country Music Awards 11 мая 2023 гогда и на церемонии Country Music Awards 8 ноября. 4 февраля 2024 года он номинирован на премию «Грэмми».

### Academy of Country Music Awards
| Год  | Номинируемая работа | Категория   | Результат |
| ---- | ------------------- | ----------- | --------- |
| 2023 | Bell Bottom Country | Альбом года | Победа    |

### Country Music Association Awards
| Год  | Номинируемая работа | Категория   | Результат |
| ---- | ------------------- | ----------- | --------- |
| 2023 | Bell Bottom Country | Альбом года | Победа    |

### Grammy Awards
Источник:
| Год  | Номинируемая работа | Категория                               | Результат |
| ---- | ------------------- | --------------------------------------- | --------- |
| 2024 | Bell Bottom Country | Премия «Грэмми» за лучший кантри-альбом | Победа    |

## Список композиций
| №                   | Название                      | Автор(ы)                                              | Длительность |
| ------------------- | ----------------------------- | ----------------------------------------------------- | ------------ |
| 1.                  | «Smell Like Smoke»            | Monty Criswell Derek George Lynn Hutton Lainey Wilson | 2:48         |
| 2.                  | «Hillbilly Hippie»            | Terri Jo Box Jeremy Bussey L. Wilson                  | 3:31         |
| 3.                  | «Road Runner»                 | Trannie Anderson Dallas Wilson L. Wilson              | 3:46         |
| 4.                  | «Watermelon Moonshine»        | Josh Kear Jordan Schmidt L. Wilson                    | 3:28         |
| 5.                  | «Grease»                      | Jessi Alexander Andrew Petroff L. Wilson              | 3:07         |
| 6.                  | «Weak-End»                    | Nicolette Hayford Faren Rachels L. Wilson             | 3:28         |
| 7.                  | «Me, You, and Jesus»          | Emily Weisband D. Wilson L. Wilson                    | 3:41         |
| 8.                  | «Hold My Halo»                | Criswell George Hutton L. Wilson                      | 3:26         |
| 9.                  | «Heart Like a Truck»          | Anderson D. Wilson L. Wilson                          | 3:19         |
| 10.                 | «Atta Girl»                   | Brett Tyler D. Wilson L. Wilson                       | 3:26         |
| 11.                 | «This One's Gonna Cost Me»    | Hayford Rachels L. Wilson                             | 3:13         |
| 12.                 | «Those Boots (Deddy's Song)»  | Box Trent Tomlinson L. Wilson                         | 2:50         |
| 13.                 | «Live Off»                    | Anderson Box Adam Doleac L. Wilson                    | 3:35         |
| 14.                 | «Wildflowers and Wild Horses» | Anderson Paul Sikes L. Wilson                         | 4:10         |
| 15.                 | «What's Up (What's Going On)» | Linda Perry                                           | 3:51         |
| 16.                 | «New Friends»                 | Park Chisholm Mark Irwin L. Wilson                    | 4:15         |
| Общая длительность: | Общая длительность:           | Общая длительность:                                   | 56:02        |

## Чарты
| Чарт (2022—2023)                             | Высшая позиция |
| -------------------------------------------- | -------------- |
| Австралия Australian Digital Albums (ARIA)   | 16             |
| Великобритания (UK Country Albums Chart)     | 3              |
| Великобритания (UK Independent Albums Chart) | 26             |
| США (Billboard 200)                          | 51             |
| США (Billboard Top Country Albums)           | 10             |

| Чарт (2023)                        | Позиция |
| ---------------------------------- | ------- |
| США Billboard 200                  | 95      |
| США Independent Albums (Billboard) | 12      |
| США Top Country Albums (Billboard) | 19      |